# Estación Miramar (Buenos Aires)
Miramar es una estación ferroviaria ubicada en la ciudad homónima, en el partido de General Alvarado, Provincia de Buenos Aires, Argentina.

## Servicios
Hasta octubre de 2011, la estación era terminal del servicio diésel de larga distancia que se prestaba entre la estación Constitución de la ciudad de Buenos Aires y esta ciudad, con paradas intermedias en diferentes ciudades de la Provincia de Buenos Aires, como Mar del Plata.
El 4 de enero de 2013 el servicio volvió a funcionar y Miramar volvió a quedar unida con la ciudad de Buenos Aires por ferrocarril. El servicio se efectuó sólo durante la temporada estival con un horario de ida y vuelta una vez a la semana, los días viernes en sentido ascendente, desde la Estación Mar del Plata hacia esta estación, y los días domingos en sentido descendente, desde la Estación Miramar hacia la Estación Plaza Constitución
Desde el 10 de marzo de 2013 no funcionan los servicios de pasajeros por el mal estado del ramal y problemas operativos y de seguridad en su prestación. Posteriormente, la empresa Ferrobaires, que prestaba el servicio, fue disuelta por el gobierno de la Provincia de Buenos Aires.
En diciembre de 2020 el presidente de Trenes Argentinos, Martín Marinucci, mencionó que a partir del mes de marzo de 2021 se comenzarían tareas de inspección de vía de cara la implementación de un servicio de cercanías entre Miramar y Mar del Plata